# Чентраке
Чѐнтраке (на италиански: Centrache) е село и община в Южна Италия, провинция Катандзаро, регион Калабрия. Разположено е на 458 m надморска височина. Населението на общината е 411 души (към 2012 г.).